# Kolonia Kalinowska
Kolonia Kalinowska – część wsi Tomaszewo w Polsce położona w województwie kujawsko-pomorskim, w powiecie aleksandrowskim, w gminie Bądkowo.
W latach 1975–1998 Kolonia Kalinowska należała administracyjnie do województwa włocławskiego.